# 馮廣民
冯广民（1882年—1954年）辽宁沈阳人，中华民国及满洲国政治人物、教育家。

## 生平
清朝光绪八年（1882年）出生。畢業於奉天兩级師範學堂高等数理化選科。後来入北京高等师范学堂，1914年毕业。歷任奉天兩级師範學堂理化教員，兼任奉天女子師範學堂理化教員兼教務長、奉天師範學堂教務長。1922年任奉天省教育会会长，沈阳高等師範学监主任，省立第三高级中学校长，奉天省议会议员。1925年7月，任临时参政院参政，后来任盘山县知事。1928年任东北大学总务长，奉天省长公署咨议，西丰县县长等职务。满洲国时期，1933年任满洲国锦县县长。1934年，任满洲国锦州省民政厅厅长。1937年，任满洲国民生部社会司司长。1939年4月，任满洲国北安省省长。
1954年，冯广民逝世。同年8月30日安葬在北京东北义园。